# Piwdenmasz

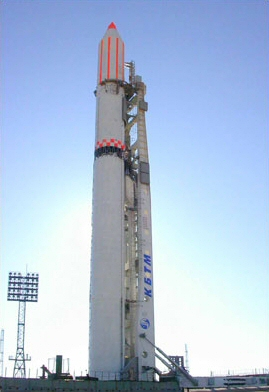
Rakieta Zenit-2 produkowana przez Piwdenmasz

Piwdenmasz (Południowe Zakłady Budowy Maszyn imienia A. M. Makarowa; ukr. Південний машинобудівний завод, ВО ПМЗ, ВО Південмаш, Державне підприємство «Виробниче об'єднання Південний машинобудівний завод ім. О. М. Макарова»; ros. Государственное предприятие «Производственное объединение „Южный машиностроительный завод” имени А. М. Макарова» (Южмаш), w Rosji: Jużmasz) – największe ukraińskie przedsiębiorstwo przemysłu rakietowo-kosmicznego z siedzibą w Dnieprze. Projektant i producent międzykontynentalnych pocisków balistycznych ICBM, rakiet nośnych, statków kosmicznych, silników rakietowych i innych produktów zaawansowanych technologii. Przedsiębiorstwo państwowe kontrolowane przez Ukraińską Agencję Kosmiczną.
W 2017 roku przedsiębiorstwo zatrudniało około 7000 pracowników.

## Historia
Przedsiębiorstwo powstało w 1944 roku w ówczesnym Dniepropietrowsku jako Dniepropietrowskie zakłady samochodowe. W 1951 roku niedokończone zakłady motoryzacyjne otrzymały zadanie produkcji pocisków rakietowych zaprojektowanych w OKB-1: R-1 oraz R-2. Zmieniła się też nazwa: początkowo przedsiębiorstwo nie posiadało nazwy, lecz tylko oznaczenie: Zakład nr 586. W 1954 roku dział projektowo-konstrukcyjny zakładów został wydzielony i pod kierownictwem Michaiła Jangiela przekształcony w niezależne biuro konstrukcyjne, któremu nadano nazwę OKB-586. Zimą 1954/1955 zakład rozpoczął próbną produkcję ulepszonych rakiet R-5 (już bazowo o dwukrotnie większym zasięgu od R-2): R-5M. Zaakceptowana w 1955 konstrukcja stała się pierwszym sowieckim pociskiem rakietowym wyposażonym w głowicę jądrową. Wkrótce część produkcyjną kombinatu przemianowano na Południowe Zakłady Budowy Maszyn, a część projektową na KB Jużnoje. Zadaniem zakładów Piwdenmaszu była produkcja międzykontynentalnych rakiet balistycznych, a wkrótce także sztucznych satelitów oraz rakiet nośnych.
Lata sześćdziesiąte to rozwój uzbrojenia oraz pierwszych rakiet nośnych opartych na zmodyfikowanych rakietach balistycznych. W 1960 roku zatwierdzono program modyfikacji rakiety R-12: nowa konstrukcja otrzymała desygnację 63S1. Dwa pierwsze próbne loty wykonano już w następnym roku, oba skończyły się awarią, odpowiednio pierwszego i drugiego członu. Trzeci lot, z 16 marca 1962 roku, okazał się sukcesem: satelita typu DS-2 otrzymał kryptonim Kosmos 1 rozpoczynając konwencję nazewniczą – serię radzieckich i rosyjskich obiektów Kosmos. Co więcej, zgodnie z radziecką konwencją nazwę Kosmos przyjęła też sama rakieta (Kosmos 63S1) i rodzina rakiet Kosmos, dalej rozwijana w oparciu o rakiety R-12 i R-14. Już w 1965 roku wystrzelono ulepszony wariant Kosmos 11K63. W tej dekadzie rozpoczęto też rozwój i wystrzelono pierwsze rakiety z opartej na pocisku R-36 rodziny Cyklon (pierwszy lot Cyklon 11K67 w 1967 roku, Cyklon 2 11K69 w 1969 roku).
W latach siedemdziesiątych zakłady otrzymały zadanie prac nad rodzinami rakiet Zenit i Energia: debiut tej pierwszej nastąpił w 1985 roku. W tym czasie (1961–1986) dyrektorem zakładów był konstruktor Aleksandr Maksimowicz Makarow. Po nim, w latach 1986–1992 dyrektorem zakładów był późniejszy premier i prezydent Ukrainy Łeonid Kuczma.

### Po rozpadzie ZSRR
Lata 90. były czasem komercjalizacji. W 1995 roku powstało międzynarodowe konsorcjum Sea Launch Company mające oferować produkowane przez Piwdenmasz rakiety Zenit klientom komercyjnym; ładunki (np. satelity telekomunikacyjne) miały startować z platformy oceanicznej Ocean Odyssey. Do pierwszego startu doszło w 1999 roku. W tym samym roku po raz pierwszy wystrzelono w kosmos skonwertowaną rakietę międzykontynentalną R-36M produkcji Piwdenmaszu, pod nazwą Dniepr.
13 lutego 2012 roku po raz pierwszy wystrzelono europejską rakietę Vega, wykorzystującą w ostatnim, czwartym stopniu produkowany przez Piwdenmasz silnik RD-843.
Po aneksji przez Federację Rosyjską Republiki Autonomicznej Krymu i Sewastopola w 2014 roku więzy między ukraińskim i rosyjskim przemysłem kosmicznym zostały w większości zerwane, co ujemnie odbiło się na produkcji Piwdenmaszu. 2 lutego 2015 roku Roskosmos ogłosił zawieszenie programu Dniepr. Zawieszenie nie było całkowite: jeszcze w marcu 2015 roku doszło do lotu Dniepra, ale lot z 2016 roku został odwołany. W wyniku wzajemnego bojkotu ukraińskiego i rosyjskiego przemysł ukraiński miał stracić 80% zamówień. Zakłady produkcyjne zatrudniające w momencie rozpadu Związku Radzieckiego około czterdzieści tysięcy ludzi, w 2017 roku zatrudniały już tylko ok. siedem tysięcy, częściowo na niepełny etat.
Zakłady były celem ataków podczas inwazja Rosji na Ukrainę, m.in. 3 lipca 2024 z użyciem rakiet 9K720 Iskander i Ch-59.

## Produkcja

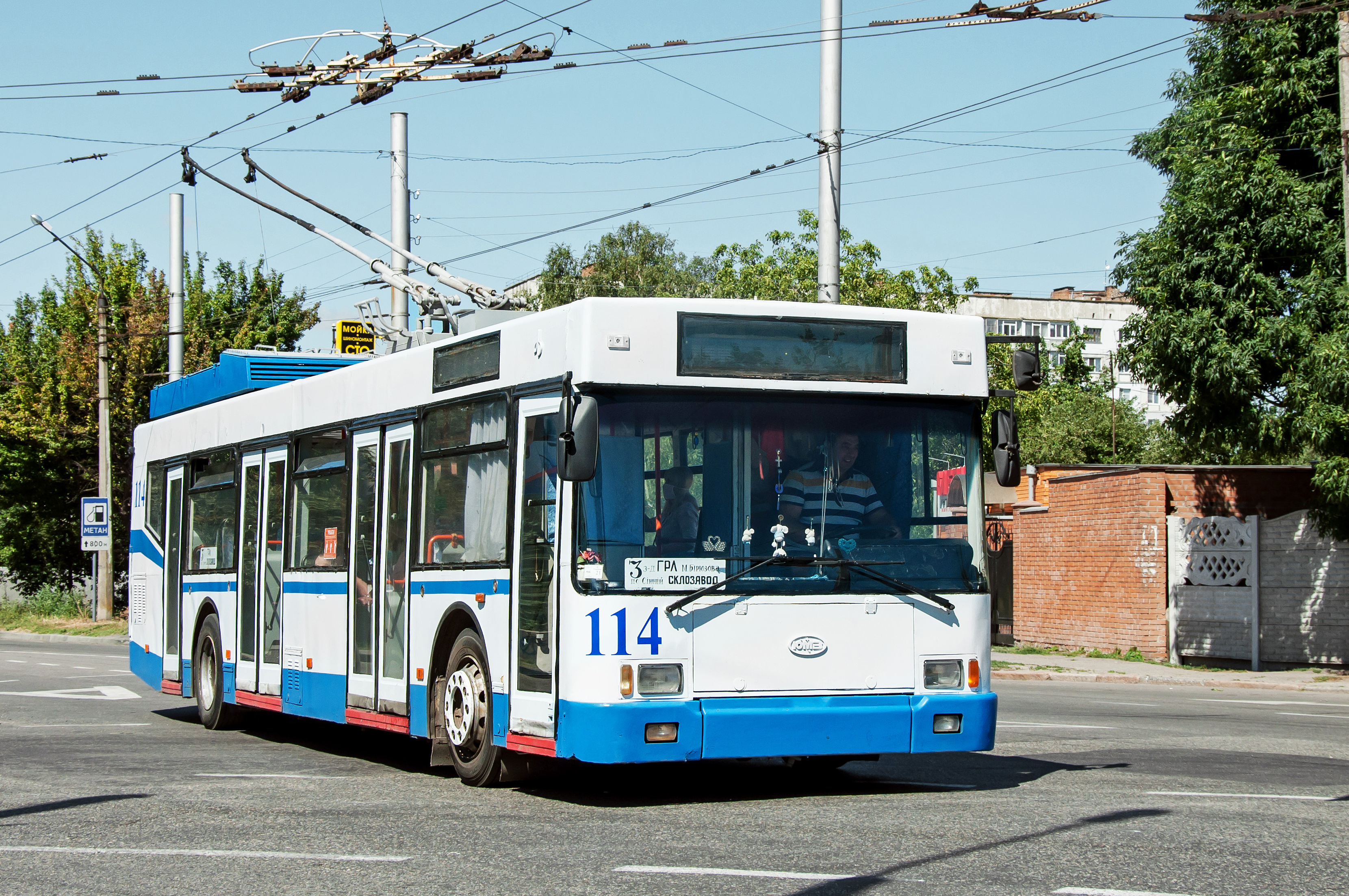
Trolejbus YuMZ

W zakładach produkowano wiele typów rakiet balistycznych, w szczególności przystosowanych do przenoszenia głowic jądrowych, w tym: R-5, R-12, R-14, R-16, R-36, MR-UR-100 Sotka, RT-23UTTH (początkowo) oraz R-36M.
Ponadto zakłady produkowały rakiety nośne, począwszy od opartej na R-12 i R-14 rodziny rakiet Kosmos (pierwsze dwie nieudane próby wariantu Kosmos 63S1 odbyły się w 1961 roku). W ostatnich latach przedsiębiorstwo produkowało rakiety z rodzin Zenit (szczególnie Zenit-2 i Zenit-3SL) oraz Cyklon (np. Cyklon-3). Głównym odbiorcą rakiet Zenit było konsorcjum Sea Launch.

### Produkcja pozarakietowa
Ponadto przedsiębiorstwo produkuje trolejbusy i ciągniki rolnicze. Wdrażana jest również produkcja kontenerów na odpady radioaktywne w oparciu o produkowane wcześniej kontenery do przechowywania i transportu rakiet.